# Klebér Saarenpää
Klebér Saarenpää (født 14. december 1975) er en tidligere svensk fodboldspiller og nuværende fodboldtræner.

## Spillerkarriere
Klebér Saarenpää har i sin aktive karriere spillet for en række svenske og danske klubber, bl.a. Djurgårdens IF, Hammarby IF, Vejle Boldklub og AaB.
Han opnåede 11 landskampe for Sverige.

## Trænerkarriere
Efter den aktive karriere har Saarenpää været assistent og cheftræner i Syrianska FC.
Den 1. januar 2014 tiltræder Saarenpää som assistenttræner i Vejle Boldklub på en 2 ½ årig kontrakt .
Den 20. oktober blev Saarenpää forfremmet til cheftræner for Vejle Boldklub, da klubben og Tonny Hermansen valgte at stoppe samarbejdet. .
Den 24. april 2016 blev Saarenpää fyret som cheftræner for Vejle Boldklub med øjeblikkelig virkning, da begge parter mente at der skulle ny træner for at få klubben ud af en fastlåst position.